# Morten Stig Christensen
Morten Stig Christensen, danski rokometaš, * 27. december 1958, Amager.
V sestavi danske rokometne reprezentance se je udeležil: poletnih olimpijskih iger leta 1976 (8. mesto), leta 1980 (9. mesto) in leta 1984 (4. mesto). 